# Alcázar de Salamanca
El Alcázar de Salamanca es una antigua fortaleza militar urbana ubicada en el extremo suroeste del recinto amurallado medieval de la ciudad de Salamanca. Actualmente pueden observarse sus restos arqueológicos abandonados en la Vaguada de La Palma, sobre el extremo occidental de la Peña Celestina, núcleo primigenio de la ciudad durante la Repoblación de la Extremadura Leonesa en el siglo XI.

## Historia
Los restos arqueológicos actualmente visibles se corresponden con la fortaleza reedificada por el infante Sancho en 1280 sobre los restos de una fortificación anterior, el denominado "Castillo Viejo" en la documentación medieval, posiblemente datable en época de la segunda Repoblación de Salamanca a finales del siglo XI y principios del XII, dirigida por Raimundo de Borgoña a instancias de su suegro el rey Alfonso VI de León. La existencia de una fortaleza anterior viene corroborada por la lista de alcaides conocidos, nombrados en la escasa documentación disponible al menos desde 1206-1210, 70 años antes de la reedificación por parte del infante Sancho.
En 1288 Lope de Haro, partidario del infante Juan de Castilla el de Tarifa asaltó el alcázar y se apoderó del mismo, siendo desalojado poco después por la enfurecida población local, partidaria de Sancho IV de Castilla.
La documentación medieval también señala que en marzo de 1441 el alcázar se hallaba bajo la tenencia de Pedro Maldonado, siendo su alcaide Fernando López de Saldaña, quienes se vieron obligados, por orden del rey Juan II de Castilla, a entregársela a Fernando Álvarez de Toledo, I Conde de Alba. Pocos meses después, la tenencia del alcázar retornó a Pedro Maldonado. Estos hechos constituyen un episodio más dentro de las luchas entre las distintas banderías de la ciudad durante el siglo XV, que a su vez, se enmarcan en los conflictos nobiliarios y guerras civiles en la Corona de Castilla durante dicho siglo, provocados por los intentos de los monarcas castellanos de reducir el poder de la nobleza.
A comienzos del reinado de Enrique IV de Castilla se conoce, a través de un documento fechado el 20 de enero de 1456 en Ávila, que era alcaide del alcázar Pedro de Castilla y Salazar, nieto del rey Pedro I el Justiciero, quien en medio del ambiente de violencia de las banderías en la ciudad recibía por la tenencia un sueldo de 6000 maravedíes anuales. Otro documento del 23 de julio de 1462 informa del nombramiento de un nuevo tenente, el comendador y vasallo real Juan de Soguino, con un gran incremento del sueldo respecto a su predecesor al cobrar 25.000 maravedíes anuales, pagos repetidos al mismo tenente mediante libramientos en 1463 y 1464 probablemente como consecuencia del recrudecimiento de la violencia urbana al lograr el predominio en la ciudad el bando de San Benito, opuesto a Enrique IV. Esta bandería logró controlar el alcázar, y con él la ciudad, tras el asalto de sus milicias al mando del regidor local Pedro de Hontiveros en 1464, lo que agravó los enfrentamientos banderizos hasta que el obispo Gonzalo de Vivero logró recuperar su control.
Las últimas informaciones documentales apuntan a su derribo a partir del 13 de septiembre de 1472 ejecutado por el Concejo de la Ciudad de Salamanca bajo permiso regio de Enrique IV, interesados ambos, Concejo y Monarquía, en acabar con su uso como refugio de la nobleza levantisca y otros "malhechores". Sus restos pasaron a ser propiedad del Concejo, siendo reaprovechados el solar y los restos de la fortaleza para la construcción del Convento de San Cayetano en 1701.

## Arquitectura

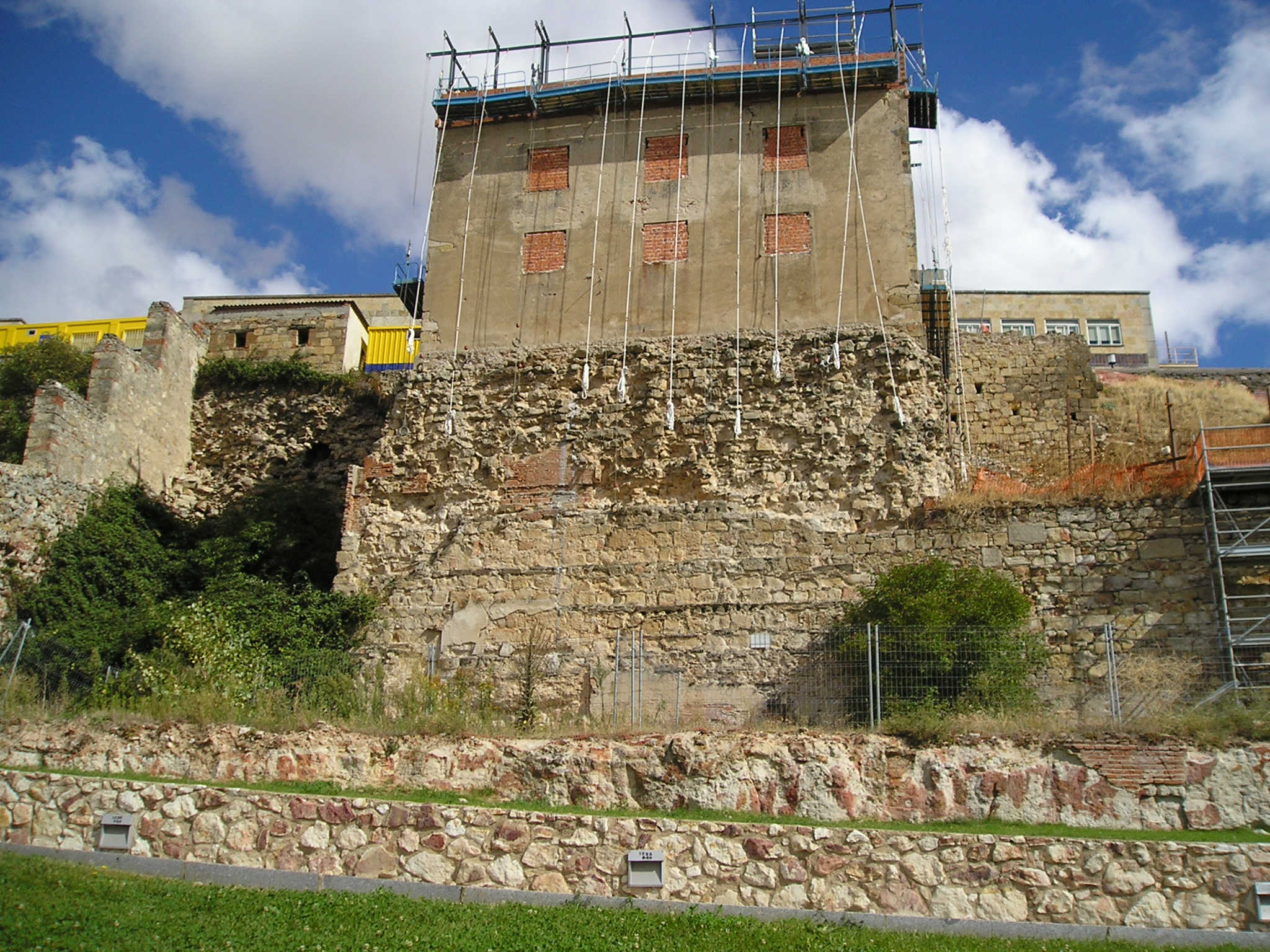
Detalle de los paramentos medievales de la torre del homenaje en la base del nuevo edificio de la Universidad

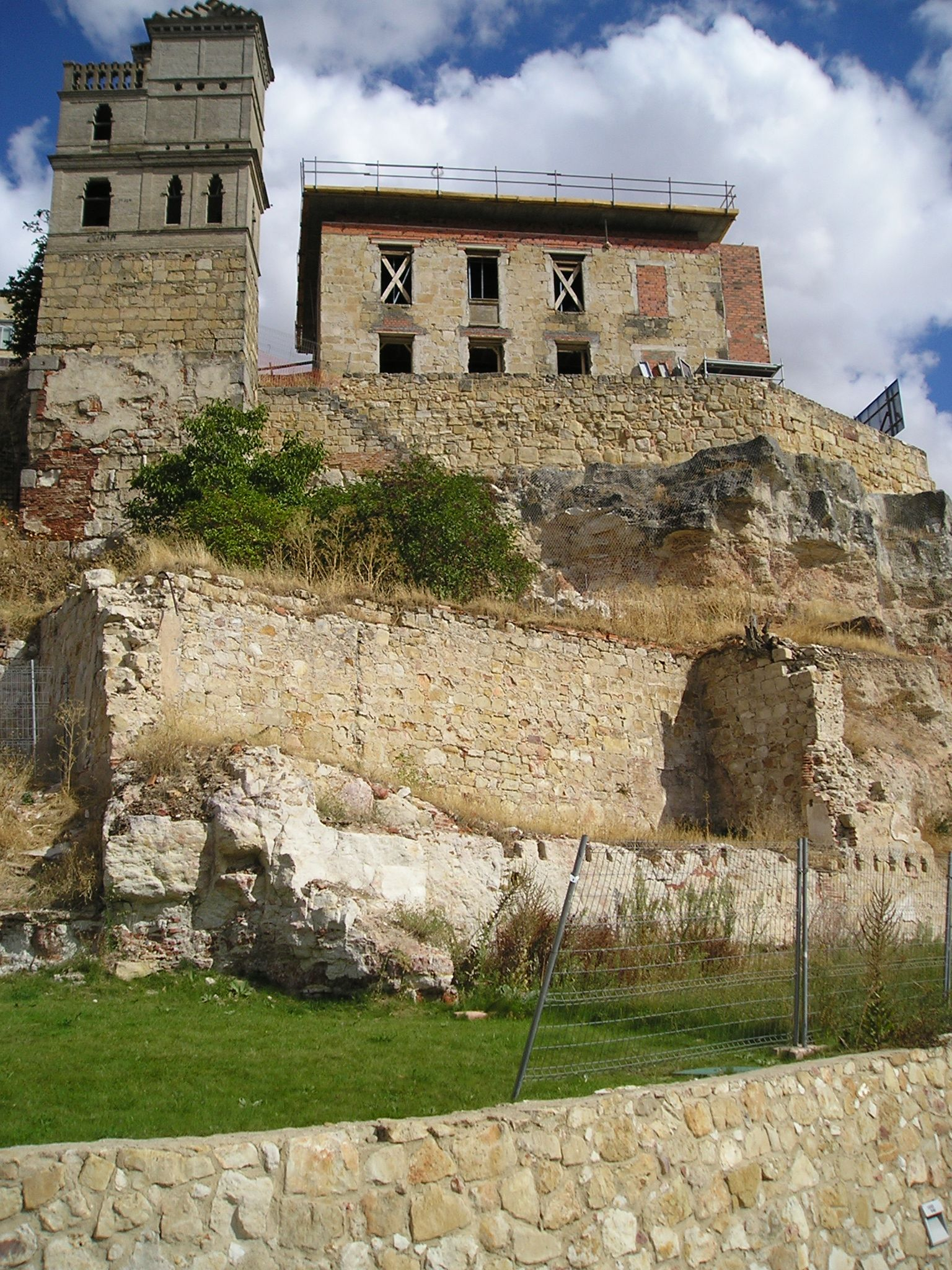
Detalle del basamento medieval del torreón neomudéjar

Las estructuras principales actualmente conservadas se reducen a un muro y el basamento de una desmesurada torre del homenaje, edificada a base de hiladas de mampostería irregular concertada y calzos de ripia de pizarra, técnica constructiva fechada entre los siglos XI al XIII. Esta torre se adapta a la línea conformada por la muralla altomedieval de Salamanca, la conocida como "Cerca Vieja", en la que, seguramente, substituyó a un torreón cuadrangular anterior. A escasos metros del torreón, inicia su recorrido parte de la "Cerca Nueva", en la cual se abre un vano a modo de portón rectangular que daría servicio de acceso desde la Vaguada de La Palma al interior de la fortaleza, y que cerraría el embudo formado por la Vaguada y el Arroyo de La Palma al enlazar en línea recta con el Cerro de San Vicente.
Otra torre de menor envergadura se halla a la derecha de la anterior, igualmente adosada al paramento externo de la "Cerca Vieja", edificada sobre una plataforma de sillares de arenisca de datación incierta que une ambas estructuras y sirve de asiento a una escalera de probable factura moderna. La torre presenta tres fases constructivas, siendo la inferior de grandes sillares de granito, una intermedia de sillares de arenisca en "Mos Quadratum" medieval y marcas de cantero, y un remate final en cal y ladrillo macizo de estilo neo-árabe, único resto del desaparecido Cuartel de Intendencia de principios del siglo XX.

## Estado actual
A pesar de tratarse inequívocamente de un Bien de Interés Cultural, su estado se define como de ruina progresiva en el Catálogo de Bienes Inmuebles de la Junta de Castilla y León. Esto se debe, sobre todo, a la abusiva reutilización de las estructuras de su fábrica en construcciones domésticas de época contemporánea y a la conocida debilidad ante los agentes atmosféricos de las areniscas que componen mayoritariamente su fábrica. A estos factores históricos y naturales de degradación se unen el hecho de que jamás se ha realizado excavación arqueológica alguna en su interior, ni en los últimos años se haya procedido a restaurar o, siquiera, a consolidar nada de la fábrica original de la fortaleza. Cualquier simple visitante sin conocimiento alguno de arquitectura puede observar tramos enteros del trazado de la fortaleza sin su paramento externo, mostrando el relleno interno de piedras y argamasa al exterior, así como parte de la plataforma existente entre las torres y la escalera suspendidas en el aire a merced de la gravedad. Por no hablar de la existencia de vigas de acero encastradas en los cimientos de la plataforma para sostener redes de seguridad para evitar daños mayores a posibles curiosos, así como otros residuos de construcción (andamios, cascotes, ferrallas, etc.).
En 2007 se han llevado a cabo trabajos de restauración de las edificaciones asentadas sobre la torre principal, dos casas del siglo XIX propiedad de la Universidad de Salamanca, en la actualidad destinadas a dependencias administrativas y despachos del profesorado de la Facultad de Ciencias Químicas. Estas obras, lejos de contribuir a recuperar un monumento de notable importancia para la ciudad, han contribuido a un mayor y visible deterioro (brechas en las estructuras para adaptar las conducciones eléctricas y las canalizaciones de agua y electricidad, chorretones de cemento y hormigón del enfoscado de las casas superiores, etc.).